# Dipsalut
El Dipsalut, oficialment l'Organisme Autònom de Salut Pública de la Diputació de Girona, és una administració pública local en forma d'organisme autònom de la diputació de Girona. Aquest organisme fou creat oficialment el 31 de maig de 2007. La seva seu oficial és a la ciutat de Girona i les seves dependències són al Parc Científic i Tecnològic de la Universitat de Girona.
A l'estat espanyol i a Catalunya, per llei, les autoritats locals són les responsables de garantir la salubritat en el seu territori, procurant espais i equipaments d'ús públic sanejats i vetllar per un entorn favorable a la salut dels seus ciutadans. Dipsalut s'encarrega de donar cobertura a aquestes obligacions municipals, proporcionant serveis, suport tècnic i econòmic, als 221 ajuntaments de la demarcació de Girona.

## Funcions

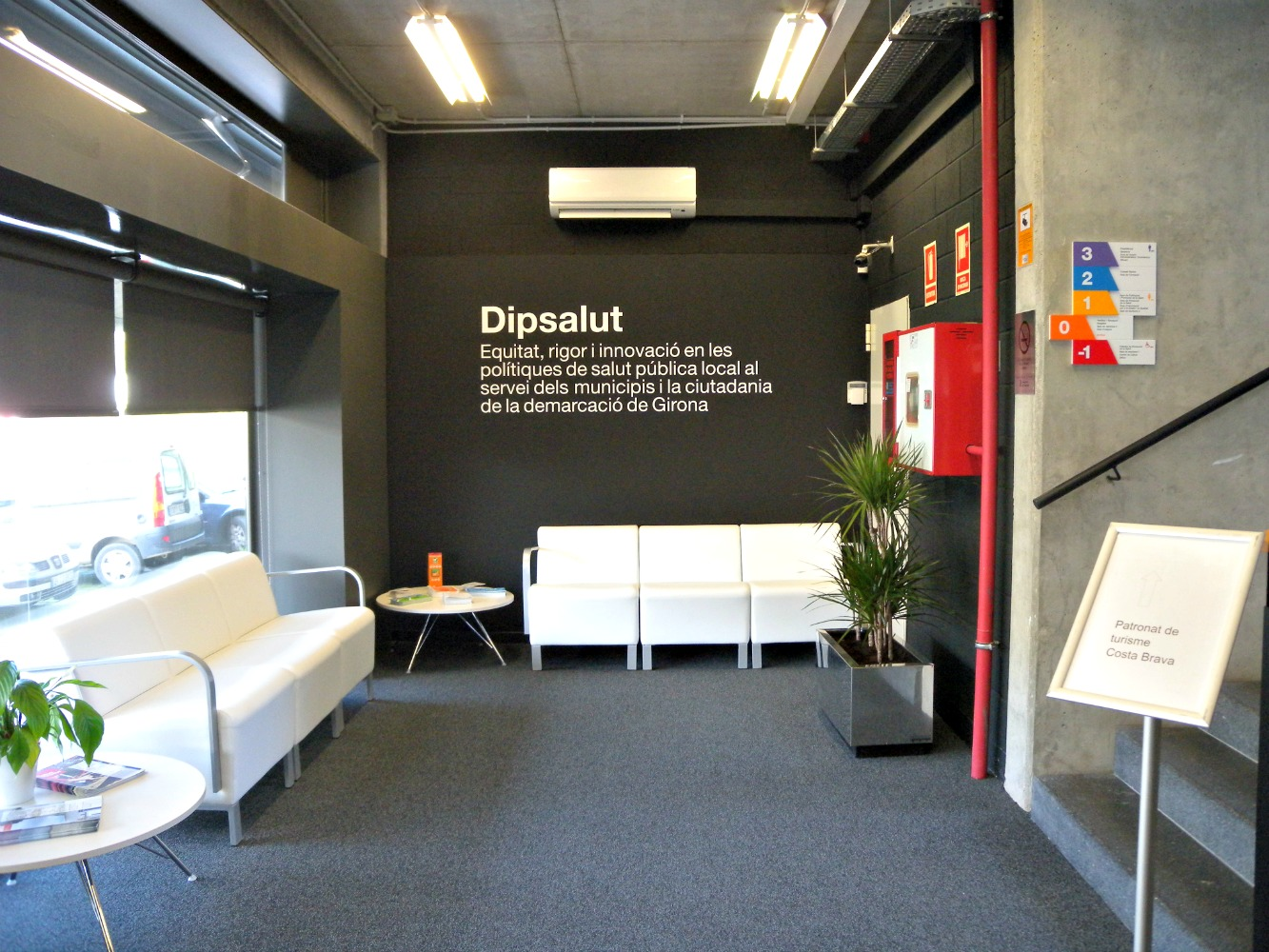
Zona d'espera de la nova seu de Dipsalut

Dipsalut dona suport als ajuntaments de la demarcació de Girona en el desenvolupament de les seves competències en matèria de salut pública. Conforme a l'article 11 de la Llei 16/2003 i l'article 5 dels seus estatuts, aquestes competències són:
- La informació i vigilància epidemiològica.
- La protecció de la salut i la promoció de la salut.
- La prevenció de la malaltia.
- La promoció i protecció de la salut ambiental.
- La promoció i protecció de la salut laboral.
- La promoció de la seguretat alimentària.
- El control sanitari d'edificis, llocs d'habitatge i convivència humana, especialment dels centres d'alimentació, perruqueries, saunes i centres d'higiene personal, hotels i centres turístics, i àrees d'activitats fisicoesportives i d'esbarjo.
- El control sanitari dels cementiris i la policia sanitària mortuòria.
- El control sanitari dels equipaments municipals: Piscines, centres cívics, teatres...
- Control sanitari en relació amb els animals de companyia.
- Control sanitari de plagues urbanes i d'animals peridomèstics.
- Campanyes educatives per la promoció de la salut.

## Organització

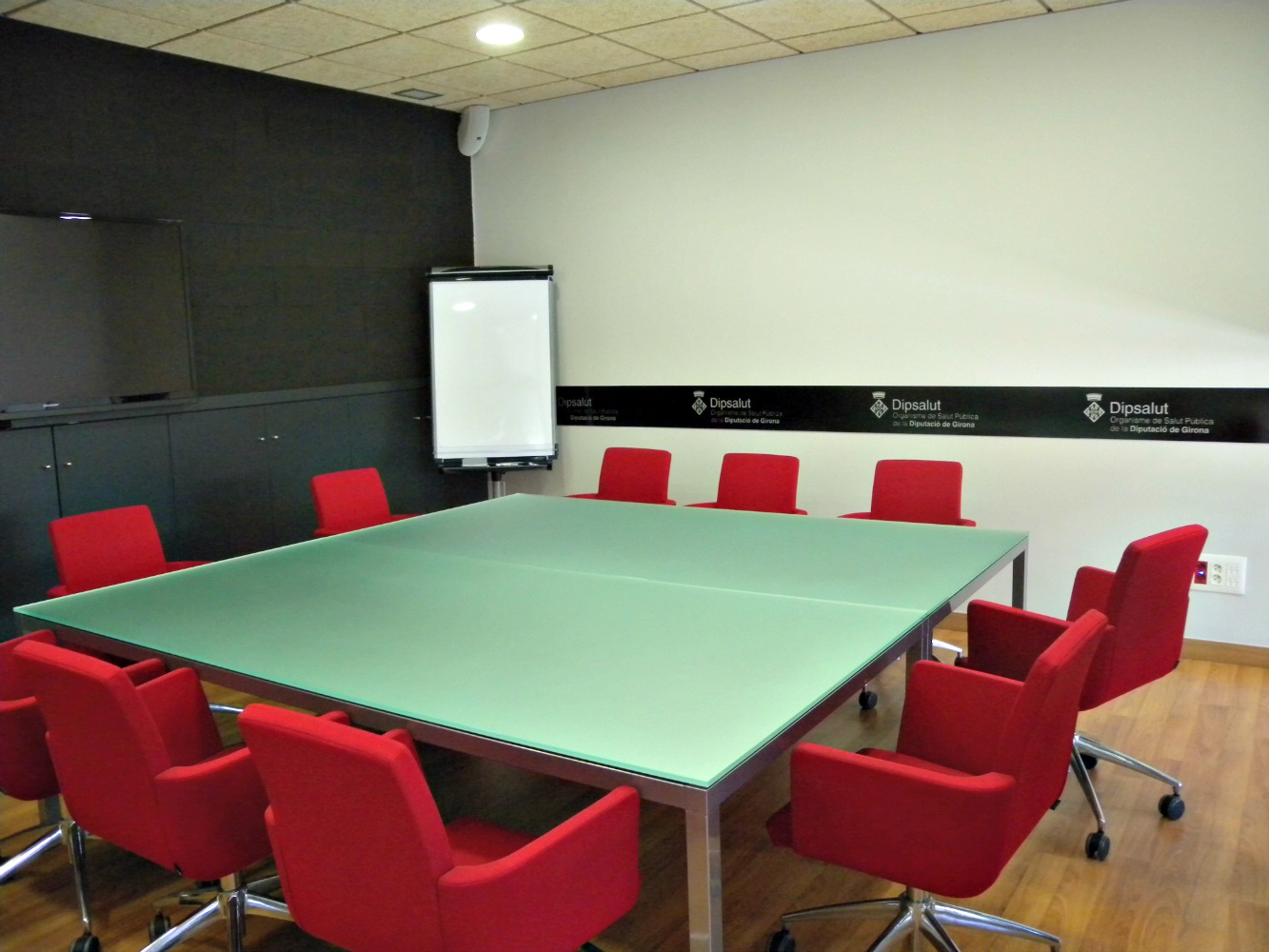
Sala del Consell Rector

L'òrgan d'alta direcció del Dipsalut és el Consell Rector que és l'encarregat de fixar els objectius estratègics i vetllar per l'adequat desenvolupament d'aquests. Es compon del president i dels vocals (de vuit a dotze).
La presidència de Dipsalut recau sempre en el President de la Diputació de Girona. Els vocals del Consell Rector són nomenats pel ple de la Diputació i són alcaldes i regidors de la província de Girona i com a mínim la meitat han de ser diputats de la Diputació de Girona. El president pot designar un vicepresident entre els vocals del Consell Rector, i aquest pot assumir funcions delegades pel President o pel Consell Rector.
La gestió econòmica i administrativa és duta a terme per un gerent designat pel president. Aquest ha de ser un titulat superior que pot ser funcionari de carrera o una persona amb un mínim de cinc anys d'exercici professional. Aquest és l'encarregat de la gestió i assoliment dels objectius marcats pel Consell Rector, executar el pressupost assignat, elaborar la proposta de pressupost al Consell Rector i gestionar la plantilla de personal, entre altres funcions. La plantilla la poden compondre tant personal funcionari com personal laboral.

## Programes

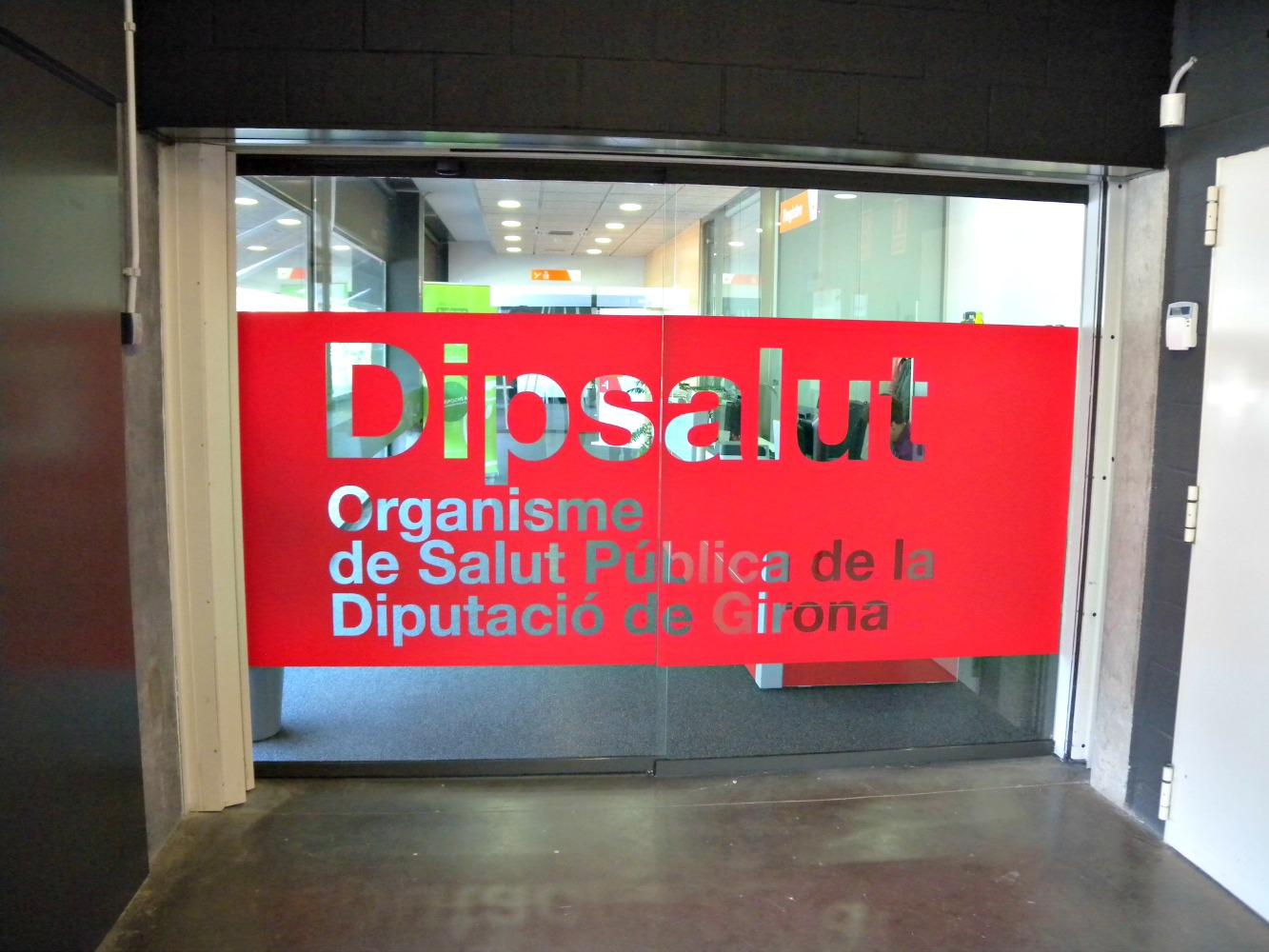
Entrada de la nova seu de Dipsalut a l'UdG

### Àrea de protecció de la salut
Dipsalut entén la protecció de la salut com el conjunt d'actuacions de gestió, vigilància i control destinades a preservar la salut de la població davant d'agents físics, químics, biològics, alimentaris o ambientals presents en els diferents elements del medi i els indrets de convivència humana. Aquests són recollits en l'anomenat “Catàleg de Serveis”, dirigits a reduir els riscos presents en l'entorn i on el seu objectiu és el control i protecció del marc en el qual es desenvolupa la vida de les persones.
El suport als ajuntaments en el desenvolupament de les competències municipals en l'àmbit de la protecció de la salut, té cinc línies d'actuació:
- Sanitat ambiental: s'ofereixen dos programes de suport a la gestió i control de la salubritat de les instal·lacions d'alt risc (Pt01) i de baix risc (Pt02) per a la transmissió de legionel·losi.
- Aigües de consum humà: amb un programa de suport a la gestió municipal directa dels abastaments d'aigua de consum humà (Pt03) i un programa d'avaluació i control de la qualitat de l'aigua a l'aixeta del consumidor (Pt04)
- Establiments públics i indrets habitats: vuit programes conformen aquesta àrea: el programa d'avaluació de la salubritat de les piscines d'ús públic (Pt05), programa de suport a la gestió de la salubritat de les piscines d'ús públic de titularitat i/o de gestió municipal (Pt06), de les platges (Pt07), de suport econòmic per a la seguretat, vigilància, salvament i socorrisme a les platges (Pt08), de suport a la gestió de la salubritat de les sorreres infantils (Pt09), de suport econòmic a les actuacions per a la lluita i control integrat de plagues urbanes (Pt10), de suport a la gestió dels riscos derivats de la presència del mosquit tigre (Pt11) i el de control i gestió de riscos derivats de la presència de simúlids a les comarques del Gironès i el Baix Empordà (Pt12).
- Seguretat alimentària: amb un programa de divulgació de coneixements de seguretat alimentària en l'àmbit municipal (Pt13).
- Assessorament i suport tècnic: amb un programa d'assessorament i suport tècnic a polítiques municipals de protecció de la salut (Pt14).

### Àrea de polítiques i promoció de la Salut
L'Àrea de Polítiques i Promoció de la Salut impulsa dispositius que permetin incidir en entorns saludables, en els estils de vida de les persones, en polítiques promotores de la salut, en la participació social i en la reorientació de serveis. Entén la salut des del marc dels drets humans, partint d'una visió positiva de la mateixa que creu i confia en les capacitats de les persones i de les societats d'utilitzar recursos per a generar salut, permetent-los avançar cap a un estat òptim de benestar.
Per aconseguir-ho s'orienten els programes i les accions a donar eines en forma de coneixements, habilitats i actituds a les persones per entendre, gestionar i donar sentit a la vida, enfortint les habilitats per a la vida i les capacitats dels individus i les comunitats, per incrementar el control sobre la seva salut. Es parteix de la premissa que la salut de les persones depèn de les condicions de vida en que aquestes neixen, viuen i moren i que aquestes estan influïdes pels determinants econòmics, socials, culturals, ambientals i personals.
El suport als ajuntaments en el desenvolupament de les competències municipals en l'àmbit de la promoció de la salut, es desenvolupen en quatre línies d'actuació:
- Condicions de vida: amb els programes de Parcs Urbans i Xarxes d'Itineraris Saludables (Pm01), de suport i atenció psicològica en situacions d'emergència al municipi (Pm04), programa "Girona, territori cardioprotegit", i el de formació en desfibril·lació per a joves (Pm09)
- Estils de vida: amb el programa "Sigues tu", eines i actius per a la salut (Pm08).
- Reducció de desigualtats: amb el programa "Salut i Crisi" (Pm10)
- Suport i assessorament d'actius en salut: amb tres programes, el de salut jove-servei d'assessorament tècnic municipal (Pm02), el d'assessorament i suport tècnic a polítiques municipals de promoció de la salut (Pm06) i el de suport econòmic per a la realització d'activitats de promoció de la salut (Pm07).

A banda dels programes recollits al Catàleg de Serveis, l'Organisme ofereix dos programes de formació anuals amb una oferta de cursos gratuïts pensats perquè treballadors municipals i altres professionals de l'àmbit de la salut pública actualitzin els seus coneixements i puguin millorar les seves habilitats.
Per garantir el correcte desplegament d'aquests programes i assistir els municipis en qualsevol tema relacionat amb la salut pública, Dipsalut compta amb la Xarxa d'Agents de Salut Pública Municipal. Cadascun d'aquests professionals manté el contacte permanentment amb les poblacions que té assignades, els assessora, els informa i supervisa tots i cadascun dels serveis que Dipsalut duu a terme sobre el seu territori.

## Programa Girona, territori cardioprotegit

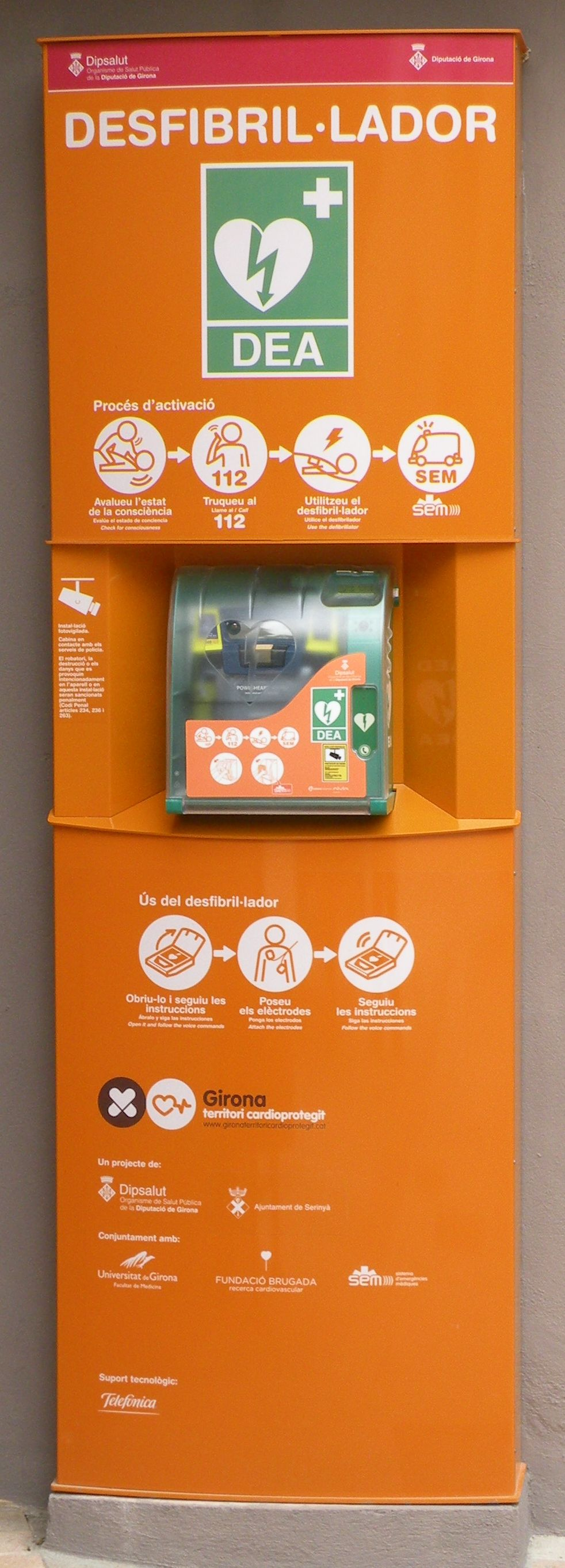
Desfibril·lador Extern Automàtic (DEA) implementat per Dipsalut a la demarcació de Girona.

A Catalunya, cada any perden la vida entre 3.000 i 4.000 persones per mort sobtada cardíaca, és a dir, després que el cor –per un problema elèctric- deixa de bombar sang. Afecta persones de totes les edats i sexes i és imprevisible. L'única manera de salvar qui la pateix és intervenint amb un desfibril·lador. Un aparell que dona una descàrrega elèctrica per tal que el cor torni a bategar normalment. Per recuperar la víctima sense seqüeles és vital utilitzar el desfibril·lador en els primers minuts de l'aturada.
Però els aparells, els desfibril·ladors, només estaven disponibles en espais molt concrets i el seu ús quedava restringit a persones amb formació en la matèria. Per posar-los ben a l'abast de tothom i facilitar la ràpida intervenció en casos de mort sobtada cardíaca extrahospitalaris, Dipsalut va impulsar el programa “Girona, territori cardioprotegit”. El programa va consistir en la implantació d'una xarxa de fins a 650 desfibril·ladors automàtics d'ús públic a la demarcació de Girona. N'hi ha de fixes –situats dins de columnes- que s'instal·len a places, carrers i façanes d'equipaments. I de mòbils, que se n'ha cedit als cossos policials i equips d'emergències, que els duen dins els seus vehicles. A més, se’n deixen temporalment per cardioprotegir actes culturals, esportius i festes populars. Per donar-los a conèixer i explicar quan i com s'han d'utilitzar, Dipsalut duu a terme nombroses accions divulgatives, com cursos, xerrades o tallers.
L'objectiu del “Girona, territori cardioprotegit” és facilitar una ràpida intervenció en els casos d'aturada cardíaca extrahospitalària. Amb aquesta iniciativa, s'aspira a reduir entre un 25 i un 30% la mortalitat per aquesta causa.
El model de desfibril·lador que Dipsalut cedeix als municipis és automàtic, segur i molt senzill d'utilitzar. Només amb l'obertura de la tapa, el desfibril·lador (amb una locució) comença a donar unes instruccions molt clares per a la col·locació dels elèctrodes, analitza les constants vitals del pacient i, en cas que s'hagi d'efectuar una descàrrega, ho fa de manera automàtica, sense que l'usuari hagi de realitzar cap maniobra complementària, ni tan sols prémer cap botó. No hi ha cap perill d'ocasionar cap mal a la víctima per fer-lo servir, ja que el desfibril·lador mai emet la descàrrega si no és necessari.
A més, la cabina que alberga els desfibril·ladors fixos està connectada al Sistema d'Emergències Mèdiques (SEM) que rep una alerta en el mateix moment en què algú agafa el desfibril·lador. Gràcies a un sistema de posicionament, el SEM sap exactament quin desfibril·lador s'ha activat i pot enviar assistència mèdica al llocs dels fets.
Des de la columna també és possible parlar amb el SEM. No obstant, en tota la tasca divulgativa, Dipsalut incideix en què l'ideal és trucar al 112 de seguida, quan t’adones de l'emergència.
L'Organisme, tant en les accions de difusió com des de la mateixa columna (amb unes vinyetes), explica els passos a seguir en cas d'aturada cardíaca: Primer cal veure si la persona que ha caigut a terra té o no té consciència. Si no està conscient cal trucar al 112. Mentrestant ens hem de dirigir al desfibril·lador més proper, agafar-lo, portar-lo fins a la víctima i obrir-lo. Després només cal seguir les instruccions que dona l'aparell i, finalment, esperar que arribi la policia o els serveis mèdics. El temps és vital, ja que les possibilitats de supervivència en cas d'aturada cardíaca cauen en picat passats els primers cinc minuts. Per això es recomana que, en aquestes situacions, es reparteixi la feina entre les persones que hi ha al lloc dels fets. Un pot avaluar la víctima, mentre un altre truca i un tercer ja corre a buscar el desfibril·lador. D'aquesta manera es pot estalviar molt temps i augmentar les possibilitats de salvar la víctima i fer-ho sense que li quedin seqüeles.
Amb aquesta iniciativa es preveu que la mortalitat per mort sobtada a les comarques gironines es pugui reduir entre un 20 i un 25%.
Per divulgar el programa i conscienciar la població de la necessitat d'actuar davant una possible mort sobtada, l'Organisme realitza diverses accions comunicatives com ara demostracions de l'ús del desfibril·lador. També s'ofereix tot un programa de formació dirigit als professionals amb més probabilitats d'haver-los d'utilitzar - com policia local i/o conserges – i a totes aquelles persones que hi estiguin interessades. Entre el material divulgatiu editat, hi ha un vídeo tutorial on es mostra els passos a seguir en cas de mort sobtada i es detalla com cal utilitzar els desfibril·ladors implantats per Dipsalut.

### Objectius del programa
Els objectius del programa “Girona, territori cardioprotegit” són:
- Implementar la xarxa de desfibril·ladors al territori de manera que tots els municipis de les comarques gironines disposin d'aquests aparells.
- Vetllar perquè la xarxa de desfibril·ladors, en cas d'aturada cardiorespiratòria, permeti minimitzar el temps de resposta i reduir el nombre de morts sobtades.
- Facilitar la ràpida intervenció del Sistema d'Emergències Mèdiques.
- Sensibilitzar i formar la població en general i, especialment, els professionals municipals en l'ús i els beneficis dels desfibril·ladors.
- Sensibilitzar la població en general dels beneficis d'una alimentació sana, de la pràctica regular d'activitat i física i, en definitiva, de la importància de mantenir uns hàbits de vida saludables per reduir el risc de patir malalties cardiovasculars.
- Avaluar, a través de l'estudi “Girona, vital”, si un programa d'accés públic a aparells desfibril·ladors millora la supervivència i disminueix les seqüeles dels afectats per una aturada cardíaca extrahospitalària.

### Detalls del programa

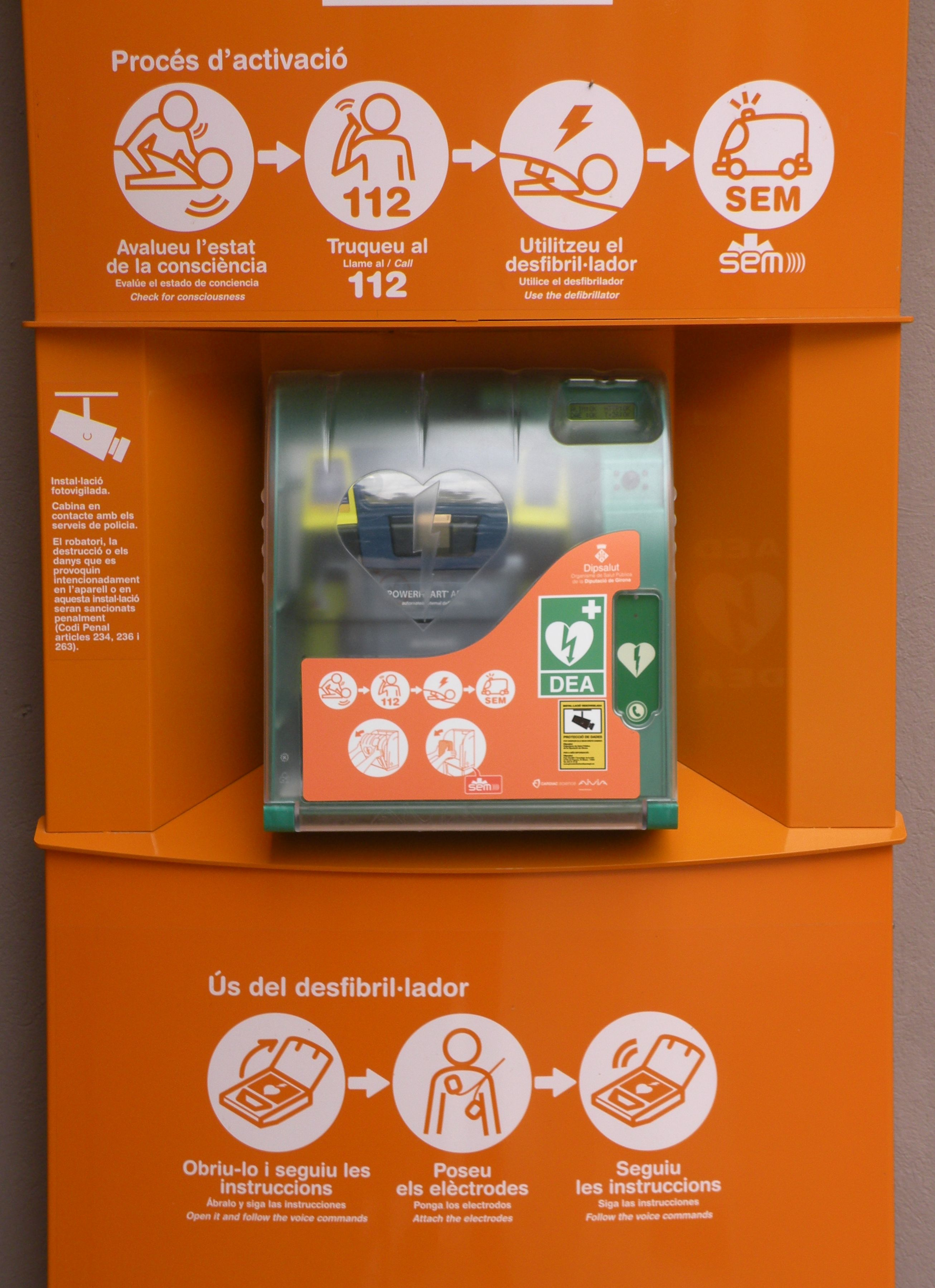
Detall frontal d'un desfibril·lador automàtic extern (DEA)

El “Girona, territori cardioprotegit” ja ha suposat la implantació d'una xarxa de més de 747 desfibril·ladors automàtics (DEA) d'ús públic arreu del territori gironí. Tots els municipis de la demarcació disposen de, com a mínim, un aparell. La resta de DEA’s s'ha distribuït segons criteris objectius com ara el nombre d'habitants, les instal·lacions/grups de població de risc o els vehicles de serveis de primera intervenció.
Fins al moment, Dipsalut ha cedit 503 desfibril·ladors fixos, 170 de mòbils i 47, lliures.
A banda de cedir gratuïtament els desfibril·ladors i instal·lar-los, Dipsalut es responsabilitza de la seva gestió integral. S'encarrega, del control, la vigilància, la informació i el manteniment de la xarxa de desfibril·ladors. El manteniment inclou revisions anuals, neteja interior i exterior de la cabina, resolució de les incidències, la substitució de desfibril·ladors utilitzats o avariats i el canvi de bateries i dels elèctrodes sempre que calgui i en un termini màxim de 24 hores.
Paral·lelament, Dipsalut facilita formació sobre la utilització idònia dels aparells i endega accions arreu de la demarcació per donar a conèixer el “Girona, territori cardioprotegit”, la ubicació concreta dels aparells i com cal fer-los servir en cas d'urgència.
Els resultats del “Girona, territori cardioprotegit” es recullen i avaluen per tal de poder extreure’n conclusions i introduir millores al programa. Es farà durant 10 anys en el marc de l'estudi “Girona, Vital”, endegat per la Facultat de Medicina de la Universitat de Girona.
A Catalunya, el Decret 151/2012 de 20 de novembre obre la possibilitat de l'accés públic a la desfibril·lació, en el cas d'aparells ubicats a la via pública, i, en qualsevol cas, i amb independència de la ubicació de l'aparell, en supòsits de necessitat, quan no hi hagi disponible un primer interventor (persona formada).

## Programa de Parcs Urbans de Salut i Xarxes d'Itineraris Saludables
L'Organització Mundial de la Salut (OMS) ha advertit que l'obesitat i el sobrepès són una de les principals preocupacions en el camp de la salut, i alhora estan dins dels deu factors que contribueixen a l'aparició de malalties cròniques que disminueixen l'esperança de vida i la qualitat d'aquesta. Per lluitar contra aquesta problemàtica, l'OMS recomana que es facin de 30 a 60 minuts diaris d'activitat física moderada.
Els Parcs Urbans de Salut són un conjunt d'aparells situats a poca distància uns dels altres, dissenyats per realitzar exercici físic, i amb els quals es treballen de manera homogènia i segura totes les parts del cos. Han estat ideats per una comissió multidisciplinària d'experts, i estan especialment dirigits a adults i gent gran.
Els Itineraris Saludables són recorreguts que transcorren tant per dins del nucli urbà com pels afores. Estan senyalitzats per facilitar l'acció de caminar. Els itineraris s'agrupen en Xarxes d'Itineraris Saludables. D'aquesta manera, els ciutadans tenen l'opció de triar entre els recorreguts més curts o els més llargs en funció de la seva forma física. Estan pensats per a tota la població.
Amb aquest programa, Dipsalut posa a disposició dels ciutadans equipaments municipals destinats a la realització d'exercici físic moderat, accessibles, pròxims i d'ús gratuït.
Per promoure l'ús d'aquests equipaments, Dipsalut, en col·laboració amb els ajuntaments i els Consells Comarcals, ofereix sessions d'exercici físic dirigides per professionals especialitzats que, a més de donar pautes per a un ús correcte dels Parcs i de les Xarxes, treballen per incrementar les habilitats per a la vida i el control que tenen les persones sobre la seva salut i contribuir així a millorar la seva qualitat de vida.
De forma coordinada amb el programa PAFES, de la Generalitat de Catalunya, els Parcs i les Xarxes són dispositius recomanats per les respectives àrees bàsiques de salut per a la realització d'activitat física moderada.

### Objectius
- Facilitar que els usuaris dels equipaments coneguin i valorin els beneficis de l'exercici físic per a la salut i que, gràcies a això, incorporin l'activitat física en la seva vida quotidiana.
- Crear nous espais de socialització per als usuaris del programa i incrementar el seu grau de motivació respecte a l'activitat física.
- Afavorir que les dinamitzacions als Parcs Urbans i a les Xarxes d'Itineraris Saludables esdevinguin una experiència satisfactòria per als usuaris i que aquests utilitzin els equipaments de forma regular.
- Incorporar el treball de les habilitats per a la vida als Parcs Urbans de Salut.
- Formar professionals capaços de realitzar sessions dirigides als Parcs i les Xarxes.
- Formar els professionals d'atenció primària per promoure que es recomani la pràctica d'exercici físic en els Parcs de Salut i les Xarxes d'Itineraris.

### Destinataris
Els ajuntaments de la demarcació de Girona.

### Beneficiaris
La població en general i els professionals d'àmbits sanitaris, esportius, socials i del lleure.

### Desenvolupament de les actuacions
El programa es desenvolupa, bàsicament, a través de quatre actuacions:
- Mobilització comunitària: respon a la necessitat contínua per engrescar els diferents grups per assistir a les sessions programades i establir estratègies coordinades entre els diferents agents dels municipis.
- Dinamitzacions: conjunt d'activitats realitzades als Parcs Urbans de Salut i a les Xarxes d'Itineraris Saludables per tal d'assolir els objectius del projecte.
- Formació contínua dels dinamitzadors i de professionals del camp de la salut, l'esport i el lleure com a dinamitzadors d'aquests equipaments.
- Paral·lelament es realitza una tasca de sensibilització i formació a les àrees bàsiques de salut per tal que incorporin els parcs i els itineraris en la prescripció de l'activitat física moderada.

## Programa "Sigues tu":eines i actius per a la salut
D'acord amb l'Organització Mundial de la Salut (OMS), les habilitats per a la vida són un factor clau en la capacitat de les persones per gestionar la seva vida, la seva salut i la capacitat per relacionar-se amb l'entorn i influir-hi.
Les destreses per a la vida considerades com a bàsiques per l'OMS són: comunicació interpersonal, negociació o refús, empatia, treball en equip i col·laboració, defensa o advocació, gestió de l'estrès, gestió de les emocions i els sentiments, autoestima i control intern, pensament crític i presa de decisions i solució de problemes.
Diverses investigacions han posat en relleu la relació entre les habilitats per a la vida i els estils de vida de les persones (reducció del consum de tabac, d'alcohol i d'altres substàncies, conductes sexuals més segures, alimentació saludable...), especialment en infants, adolescents i gent jove.
L'escola i l'institut són espais per introduir aquests aprenentatges de manera estructurada, especialment si atenen infants i joves en situació de vulnerabilitat social i econòmica, ja que la manca de recursos i oportunitats dels progenitors provoca una situació d'iniquitat que cal trencar.
Per això, el programa «Sigues tu: eines i actius per a la salut» pretén facilitar l'aprenentatge de les deu habilitats bàsiques per a la vida i promoure estils de vida saludables, de manera coordinada amb altres agents del territori, donant eines als docents i a les famílies per avançar en aquesta direcció.
El programa preveu, en els propers anys, enfortir el treball amb les famílies, el desplegament d'accions de 0 a 6 anys, i promoure el treball en xarxa amb la resta d'actors de la comunitat.

### Objectius
- Desenvolupar les habilitats dels infants i les persones joves perquè puguin afrontar de manera positiva els desafiaments de la vida quotidiana.
- Promoure la incorporació als centres educatius d'un treball transversal d'educació per a la salut i ajudar així a millorar la qualitat de vida tant de l'alumnat com del professorat.
- Facilitar a les famílies espais de reflexió sobre la salut dels les seves filles i fills, així com estratègies de criança positiva per afrontar el procés de desenvolupament com a persones dels infants, adolescents i joves.

### Destinataris
Tots els ajuntaments de la demarcació de Girona que tinguin com a mínim una escola de primària i/o un institut de secundària.
Si es tracta d'una escola rural amb grups de diferents edats, es pacta amb la direcció del centre educatiu a quins alumnes s'adreça l'actuació.

### Beneficiaris
• Alumnes d'educació infantil (P3, P4, P5) i primària (de 1r a 6è)
• Alumnes de secundària (1r, 2n, 3r i 4t de l'ESO)
• Docents i famílies de les escoles participants

### Desenvolupament de les actuacions
«Sigues tu: eines i actius per a la salut» desenvolupa, als centres educatius, una proposta de treball transversal d'educació per a la salut, que inclou processos de formació per a docents i famílies.
Continguts
Les habilitats per a la vida definides per l'OMS i els diferents estils de vida que més influeixen en la salut.
Materials
El programa inclou material per a diferents destinataris: alumnat, professorat i famílies. Els materials s'adeqüen al nivell educatiu i al públic destinatari.
Metodologia
D'acord amb les característiques dels alumnes (primària o secundària), es planteja una proposta metodològica ajustada a la realitat del centre educatiu.
Pm08p - Recurs per a primària. El programa s'implementa de manera contínua i s'adapta a les hores de tutoria, de manera que els tutors i les tutores puguin adequar-lo a la seva programació d'aula.
Pm08s - Recurs per a secundària. El programa s'implementa de manera contínua i s'adapta a les hores de tutoria. Són entre 10 i 20 sessions per curs, que es programen d'acord amb la planificació del centre.
Suport als centres educatius
Un professional de l'equip tècnic del “Sigues tu” facilita la implementació del projecte a les escoles i instituts, i dona suport a l'equip docent, especialment als tutors i tutores, que són els que han d'executar-lo. És recomanable que el programa formi part del projecte educatiu del centre i que es nomeni una persona de l'escola que se’n faci responsable. En el cas dels instituts, dues sessions estan conduïdes directament per una persona de l'equip tècnic del “Sigues tu”.
Es posarà, a disposició dels centres, professionals de la psicologia especialitzats per assessorar els docents sobre situacions complexes que puguin haver sorgit en les sessions amb l'alumnat.
Sessions per a famílies
S'ofereix a tots els centres educatius trobades informatives amb les famílies amb l'objectiu d'explicar-los el treball en habilitats per a la vida que es realitza a l'aula i com donar-li continuïtat a casa.
A més, aquest curs alguns centres que hi estiguin interessats tenen la possibilitat d'aprofundir en l'estratègia de criança positiva mitjançant la realització d'un programa específic de sessions per a les famílies.
Catàleg de recursos
Els centres que tinguin implementat el programa tindran a la seva disposició un catàleg de recursos amb activitats complementàries destinades a primària i/o secundària. Aquestes activitats tenen com a objectiu treballar les habilitats per a la vida i els hàbits saludables de manera amena i divertida.

## Comunicació

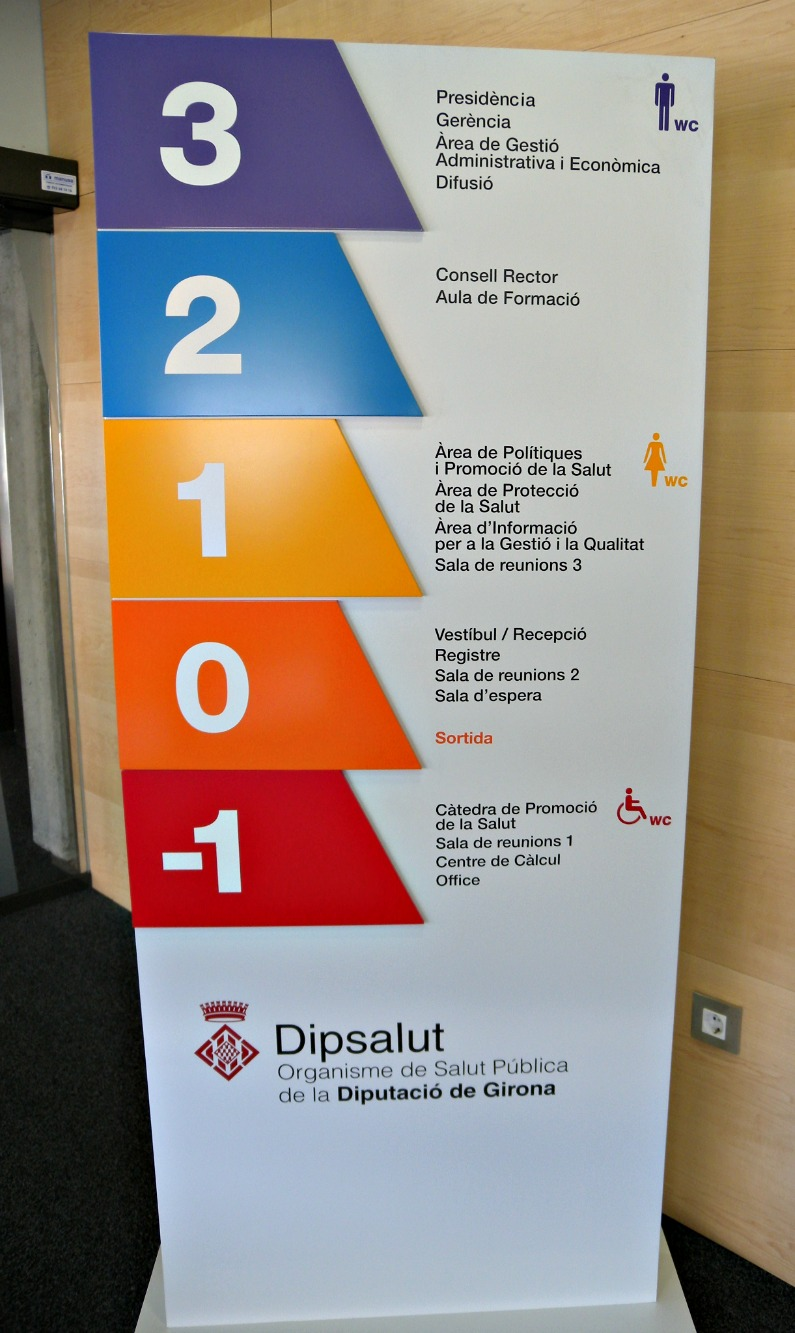
Distribució de les àrees a la nova seu de Dipsalut

Per facilitar la comunicació entre Dipsalut i els ajuntaments i per agilitzar al màxim qualsevol gestió, l'Organisme també compta amb el Sistema d'Informació Municipal en Salut Pública (SIMSAP). Es tracta d'una aplicació web que permet compartir dades entre els diferents agents implicats en els programes de salut pública (ajuntaments, proveïdors i Dipsalut) i realitzar gestions en línia, en el marc de la Seu Electrònica. L'Organisme facilita que els tràmits es puguin fer telemàticament per tal d'aconseguir la màxima agilitat, eficàcia i eficiència.

## Formació
A més de treballar per i amb els ajuntaments, Dipsalut dedica esforços a la formació dels diferents actors que intervenen en salut pública i a la recerca en aquest àmbit.
Semestralment ofereix un programa de formació que recull l'oferta de cursos gratuïts dirigits, principalment, a tècnics i treballadors municipals. Entre els cursos que s'organitzen, n'hi ha de control de contaminació acústica, sobre la gestió d'instal·lacions amb risc de transmissió de legionel·losi, per a manipuladors de xarxes d'aigua de consum humà, per a operadors i mantenidors de piscines d'ús públic, per a l'obtenció del carnet d'aplicació de plaguicides i per a manipuladors d'aliments, de formació en primers auxilis psicològics i per a dinamitzadors dels Parcs Urbans de Salut i les Xarxes d'Itineraris Saludables.

## Altres accions
Dipsalut també realitza altres accions com donar suport econòmic als ens locals i a les entitats sense ànim de lucre per a realitzar activitats de promoció de la salut. També impulsar i/o col·labora en aquelles iniciatives que es duen a terme en l'àmbit de la salut pública i liderar esdeveniments que promoguin el treball en xarxa entre administracions i agents socials del territori.
Per acabar, també aposta per la investigació creant amb col·laboració amb la Universitat de Girona, la Càtedra de la Promoció de la Salut on s'esperona la recerca i la transferència de coneixement.